# 羅開揚
羅開揚（Dennis Lo Hoi Yeung）為大快活集團有限公司主席兼行政總裁。羅開揚為大快活創辦人羅芳祥的兒子，叔父羅騰祥為大家樂快餐創辦人，伯父羅桂祥則為維他奶創辦人。

## 簡介
羅開揚畢業於美國巴松美術設計學院（Parsons School of Design），獲美術學士學位，並在紐約大學（New York University）修讀飲食管理課程。於1977年畢業後從美國返回香港，再考取工商管理碩士學位。其後於1981年加入家族開設的大快活快餐有限公司。大快活於1991年上市時羅開揚為公司之主要負責人。
羅開揚於1991年至1999年間擔任大快活董事總經理，於2000年1月獲委任為主席兼行政總裁，並為大快活多間附屬公司之董事。羅開揚是香港零售管理協會2006-2008年度執委會成員之一。